# Kim Deitch
Kim Deitch (Los Ángeles, California; 21 de mayo de 1944), es un historietistista estadounidense que fue una importante figura del comic underground de los años 60, permaneciendo activo desde entonces con una obra muy variada, para la que en ocasiones ha usado el seudónimo de Fowlton Means.

## Biografía
Deitch, hijo del animador e ilustrador Gene Deitch, ha trabajado en ocasiones con sus hermanos Simon Deitch y Seth Deitch.
Desde 1969, Deitch aportó regularmente sus cómicas y psicodélicas tiras (destacando "Sunshine Girl" y "The India Rubber Man") al primer periódico underground de la ciudad de Nueva York, East Village Other. Ese mismo año se unió a Bhob Stewart como editor de Gothic Blimp Works. 
Con el tiempo, llegó a ser una importante figura del cómic alternativo que evolucionó del underground. Su personaje más famoso es Waldo, un misterioso gato que aparece lo mismo como un personaje de dibujos animados de los años 30, que como un personaje real de las tiras, la reencarnación demoniaca de Judas Iscariote o haber superado al propio Deitch y escrito él mismo los cómics.
Deitch ha sido también editor, como cofundador de la Cartoonists Co-op Press. En 2008, el Museum of Comic and Cartoon Art presentó una exposición retrospectiva de su obra.

### Creador
- The Search for Smilin' Ed (serial en Zero Zero y colección de libros en 2012)
- The Stuff of Dreams (recopilado en 2007 como Alias the Cat!)
- The Boulevard of Broken Dreams (historia y colección de libros)
- Beyond the Pale (colección de libros)
- All Waldo Comics (colección de libros)
- A Shroud for Waldo (tira y colección de libros)
- Corn Fed Comics
- The Mishkin File
- No Business Like Show Business
- Shadowland (series y colección de libros)
- Hollywoodland (series)

### Publicationes aparecidas en
- Apex Treasury of Underground Comics, Links Books, 1974, ISBN 0-8256-3042-8
- Arcade
- The Best of Bijou Funnies, Quick Fox Books, 1975, ISBN 0-8256-3228-5
- Corporate Crime Comics
- East Village Other
- Gothic Blimp Works
- Heavy Metal
- High Times
- Laugh in the Dark
- LA Weekly
- Lean Years
- Mineshaft Magazine
- Pictopia
- Prime Cuts
- Raw
- Swift Comics, Bantam Books, 04/1971, (con Art Spiegelman, Allan Shenker y Trina Robbins)
- Southern Fried Fugitives
- Tales of Sex and Death
- Webcomic Hurricane Relief Telethon
- Weirdo
- Young Lust
- Zero Zero

### Animación
- Top of The Hour, Nickelodeon, 1985
- Easy Groove ID, Nickelodeon, 1987
- Curtains ID, Nickelodeon, 1987
- Network ID's,Nick Jr., 1988
- Prank Bumpers, HA!, 1990

## Premios
Deitch ganó el Eisner Award del año 2003 a la mejor historieta autonconclusiva por The Stuff of Dreams (Fantagraphics) y el Inkpot Award en 2008.